# Чернявский, Зельман Мошкович
Зиновий Моисеевич Чернявский (Зельман Мошкович) (25 декабря 1903 года, Одесса — 20 июля 1968 года, ?) — украинский и советский кинооператор. Член Национального союза кинематографистов Украины.

## Биография
Родился в Одессе в семье рабочего. Окончил операторский факультет Одесского государственного техникума кинематографии (1927). С 1928 по 1968 год — оператор Всеукраинского фотокиноуправления (ВУФКУ), Киевской студии художественных фильмов и Украинской студии хроникально-документальных фильмов. Участник Великой Отечественной войны. Награждён медалями.

## Фильмография
- 1928 — Камяниччина
- 1928 — Десятилетие советской медицины
- 1929 — Цемент
- 1929 — Как сеять свеклу
- 1929 — Удобрения под сахарную свеклу
- 1929 — Вредители сахарной свеклы
- 1930 — Энергетика
- 1930 — Гидроэлектростанции
- 1930 — Бурый уголь
- 1930 — Горные речки
- 1931 — Итальянка[2]
- 1932 — Праздник Унири (фильм) — второй оператор
- 1934 — Последний порт (фильм)
- 1934 — Цветущий край
- 1936 — Настоящий товарищ (фильм)
- 1937 — Цветущая Украина
- 1938 — Советская Молдавия
- 1940 — Фроим Сокол (фильм)
- 1941 — Александр Пархоменко (фильм) — второй оператор
- 1948 — Тито на Украине
- 1950 — Сберкасса на селе
- 1951 — Они вернулись на Родину
- 1952 — Тонкорунное овцеводство на Украине
- 1953 — Спартакиада
- 1958 — Лен-долгунец
- 1959 — Растительные белки — животным